# Futbol'nyj Klub Šachtar Donec'k 2011-2012
Questa voce raccoglie le informazioni riguardanti il Futbol'nyj Klub Šachtar Donec'k nelle competizioni ufficiali della stagione 2011-2012

## Maglie e sponsor
Lo sponsor tecnico per la stagione 2011-2012 è Nike mentre lo sponsor ufficiale è System Capital Management. Per questa stagione ci sono due maglie: la prima è a righe nere e arancioni, con pantaloncini neri e calzettoni arancioni; la seconda è bianca con una banda trasversale arancione e nera, pantaloncini e calzettoni bianchi.
| Casa | Trasferta |

## Rosa
Rosa e numerazione aggiornate al 1º marzo 2012
| N. |                      | Ruolo | Calciatore                  |
| -- | -------------------- | ----- | --------------------------- |
| 3  | Rep. Ceca (bandiera) | D     | Tomáš Hübschman             |
| 5  | Ucraina (bandiera)   | D     | Oleksandr Kučer             |
| 7  | Brasile (bandiera)   | C     | Fernandinho (vice capitano) |
| 8  | Brasile (bandiera)   | A     | Ilsinho                     |
| 9  | Brasile (bandiera)   | A     | Luiz Adriano                |
| 10 | Brasile (bandiera)   | C     | Willian                     |
| 11 | Croazia (bandiera)   | A     | Eduardo                     |
| 13 | Ucraina (bandiera)   | D     | V″jačeslav Ševčuk           |
| 14 | Ucraina (bandiera)   | C     | Vasyl' Kobin                |
| 15 | Ucraina (bandiera)   | C     | Taras Stepanenko            |
| 16 | Ucraina (bandiera)   | P     | Artem Tetenko               |
| 17 | Ucraina (bandiera)   | A     | Jevhen Selezn'ov            |
| 19 | Ucraina (bandiera)   | C     | Oleksij Haj                 |
| 20 | Brasile (bandiera)   | A     | Douglas Costa               |
| 22 | Armenia (bandiera)   | C     | Henrix Mxit'aryan           |

| N. |                    | Ruolo | Calciatore             |
| -- | ------------------ | ----- | ---------------------- |
| 23 | Ucraina (bandiera) | P     | Bohdan Šust            |
| 25 | Ucraina (bandiera) | P     | Oleksandr Rybka        |
| 26 | Romania (bandiera) | D     | Răzvan Raț             |
| 27 | Ucraina (bandiera) | D     | Dmytro Čyhryns'kyj     |
| 29 | Brasile (bandiera) | C     | Alex Teixeira          |
| 30 | Ucraina (bandiera) | P     | Andrij Pjatov          |
| 31 | Brasile (bandiera) | A     | Dentinho               |
| 33 | Croazia (bandiera) | C     | Darijo Srna (capitano) |
| 35 | Ucraina (bandiera) | P     | Jurij Virt             |
| 36 | Ucraina (bandiera) | D     | Oleksandr Čyžov        |
| 38 | Ucraina (bandiera) | D     | Serhij Kryvcov         |
| 44 | Ucraina (bandiera) | D     | Jaroslav Rakyc'kyj     |
| 70 | Brasile (bandiera) | C     | Alan Patrick           |
| 72 | Nigeria (bandiera) | A     | Julius Aghahowa        |

## Calciomercato

### Sessione estiva
| Acquisti | Acquisti         | Acquisti    | Acquisti   |
| R.       | Nome             | da          | Modalità   |
| -------- | ---------------- | ----------- | ---------- |
| P        | Oleksandr Rybka  | Obolon'     | definitivo |
| C        | Alan Patrick     | Santos      | definitivo |
| A        | Dentinho         | Corinthians | definitivo |
| A        | Jevhen Selezn'ov | Dnipro      | definitivo |

| Cessioni | Cessioni             | Cessioni       | Cessioni   |
| R.       | Nome                 | a              | Modalità   |
| -------- | -------------------- | -------------- | ---------- |
| D        | Artem Fedec'kyj      | Karpaty        | prestito   |
| D        | Mykola Iščenko       | Illičivec'     | prestito   |
| C        | Nery Castillo        | Arīs Salonicco | svincolato |
| C        | Kostjantyn Kravčenko | Karpaty        | prestito   |
| C        | Bruno Renan          | Zorja          | prestito   |
| C        | Vitalij Vicenec'     | Illičivec'     | prestito   |

### Sessione invernale
| Acquisti | Acquisti         | Acquisti      | Acquisti      |
| R.       | Nome             | da            | Modalità      |
| -------- | ---------------- | ------------- | ------------- |
| D        | Ilsinho          | Internacional | definitivo    |
| C        | Bruno Renan      | Zorja         | fine prestito |
| C        | Davit Targamadze | Oleksandrija  | definitivo    |

| Cessioni | Cessioni            | Cessioni    | Cessioni   |
| R.       | Nome                | a           | Modalità   |
| -------- | ------------------- | ----------- | ---------- |
| C        | Oleksandr Karavajev | Sevastopol' | prestito   |
| C        | Jádson              | San Paolo   | definitivo |
| C        | Marcelo Moreno      | Grêmio      | definitivo |
| A        | Davit Targamadze    | Illičivec'  | prestito   |

## Risultati

### Prem"jer-liha

#### Girone d'andata
| Arbitro: | Kozyk (Mukačevo) |

|                                                              |           |  |
| Selezn'ov 11’ Dentinho 63’ Mxit'aryan 81’ Luiz Adriano 90+1’ | Marcatori |  |

| Arbitro: | Abdula (Charkiv) |

|  |           |                      |
|  | Marcatori | 45’ Srna 64’ Willian |

| Arbitro: | Bojko (Kiev) |

|                               |           |            |
| Willian 50’ Alex Teixeira 73’ | Marcatori | 38’ Avelar |

| Arbitro: | Gris (Leopoli) |

|            |           |                 |
| Mazilu 90’ | Marcatori | 11’ Fernandinho |

| Arbitro: | Iščenko (Kiev) |

|                          |           |  |
| Selezn'ov 43’ Ševčuk 48’ | Marcatori |  |

| Arbitro: | Anatolij Abdula (Charkiv) |

|             |           |                                                   |
| Kalinić 81’ | Marcatori | 6’ Luiz Adriano 45’ (rig.) Jádson 58’ Fernandinho |

| Arbitro: | Romanov (Dnipropetrovsk) |

|                                            |           |  |
| Eduardo 6’ Alex Teixeira 30’ Selezn'ov 51’ | Marcatori |  |

| Arbitro: | Dankovs'kyj |

|                  |           |                           |
| Burdujan 5’, 90’ | Marcatori | 25’ Jádson 83’ Mxit'aryan |

| Arbitro: | Lysenčuk (Kiev) |

|                                                          |           |            |
| Luiz Adriano 18’, 37’ Eduardo 27’ Jádson 34’ Douglas 85’ | Marcatori | 52’ Maicon |

| Arbitro: | Derdo (Čornomors'k) |

|              |           |  |
| Dentinho 52’ | Marcatori |  |

| Kiev 24 settembre 2011, ore 20:00 UTC+3 11ª giornata | Dinamo Kiev     | 0 – 0 referto | Šachtar | Stadio Dinamo Lobanovski (17 000 spett.)\| Arbitro: \| Švecov (Odessa) \| |
| Arbitro:                                             | Švecov (Odessa) |               |         |                                                                           |

| Arbitro: | Žabčenko (Sinferopoli) |

|                                            |           |            |
| Douglas 44’ Selezn'ov 50’, 62’ Eduardo 70’ | Marcatori | 22’ Mil'ko |

| Arbitro: | Dankovs'kyj (Kiev) |

|               |           |                                      |
| Nazarenko 36’ | Marcatori | 28’, 90+5’ Luiz Adriano 90+2’ Ševčuk |

| Arbitro: | Bojko (Kiev) |

|                |           |                              |
| Mxit'aryan 60’ | Marcatori | 45’ Villagra 54’ Torsiglieri |

| Arbitro: | Aranovs'kyj (Kiev) |

|                              |           |                                           |
| Staren'kyj 23’ Sydorenko 38’ | Marcatori | 5’ Dentinho 13’ Willian 34’ Alex Teixeira |

#### Girone di ritorno
| Arbitro: | Derdo (Čornomors'k) |

|  |           |                                 |
|  | Marcatori | 47’ Douglas Costa 90’ Selezn'ov |

| Arbitro: | Iščenko (Kiev) |

|                                    |           |  |
| Luiz Adriano 63’ (rig.) Ševčuk 88’ | Marcatori |  |

| Arbitro: | Vaks (Sinferopoli) |

|  |           |                                                                                   |
|  | Marcatori | 26’ (rig.) Douglas Costa 58’ (rig.) Fernandinho 65’, 67’ Selezn'ov 75’ Mxit'aryan |

| Arbitro: | Žabčenko (Sinferopoli) |

|                                                                           |           |  |
| Srna 13’ Douglas Costa 30’ Mxit'aryan 57’ Bohdanov 69’ (aut.) Eduardo 76’ | Marcatori |  |

| Arbitro: | Švecov (Odessa) |

|  |           |                                                                 |
|  | Marcatori | 10’ Douglas Costa 60’ Mxit'aryan 84’ Eduardo 90+2’ Luiz Adriano |

| Arbitro: | Švecov (Odessa) |

|                |           |             |
| Mxit'aryan 40’ | Marcatori | 30’ Matheus |

| Arbitro: | Kutakov (Brovary) |

|               |           |                          |
| Jarošenko 68’ | Marcatori | 6’ Hübschman 55’ Willian |

| Arbitro: | Možarovs'kyj (Leopoli) |

|                                                   |           |  |
| Selezn'ov 5’, 80’ Ilsinho 45+1’ Alex Teixeira 67’ | Marcatori |  |

| Arbitro: | Kozyk (Mukačevo) |

|              |           |                              |
| Pylypčuk 39’ | Marcatori | 26’, 88’ (rig.) Luiz Adriano |

| Arbitro: | Žabčenko (Sinferopoli) |

|  |           |                                 |
|  | Marcatori | 27’ Selezn'ov 49’ Alex Teixeira |

| Arbitro: | Vaks (Sinferopoli) |

|                                 |           |  |
| Alex Teixeira 56’ Rakyc'kyj 81’ | Marcatori |  |

| Arbitro: | Možarovs'kyj (Leopoli) |

|            |           |                                                                       |
| Sylyuk 72’ | Marcatori | 8’, 74’ Mxit'aryan 16’ Alex Teixeira 31’ (rig.) Luiz Adriano 77’ Srna |

| Arbitro: | Abdula (Charkiv) |

|                                  |           |            |
| Selezn'ov 17’, 69’ Rakyc'kyj 60’ | Marcatori | 46’ Šynder |

| Arbitro: | Žabčenko (Sinferopoli) |

|            |           |                                  |
| Blanco 11’ | Marcatori | 36’ Luiz Adriano 50’ Fernandinho |

| Arbitro: | Derdo (Čornomors'k) |

|                                          |           |  |
| Willian 15’ Mxit'aryan 28’ Selezn'ov 56’ | Marcatori |  |

## Coppa di Ucraina
| Arbitro: | Skrypak (Kiev) |

|  |           |                             |
|  | Marcatori | 31’ Alan Patrick 42’ Moreno |

| Arbitro: | Abdula (Charkiv) |

|                               |           |                                          |
| Jarmolenko 41’ Mileŭski 90+5’ | Marcatori | 9’, Goal’ (88) Eduardo 21’ Alex Teixeira |

| Arbitro: | Kuzmin (Mykolaïv) |

|  |           |                |
|  | Marcatori | 79’ Mxit'aryan |

| Arbitro: | Hoduljan (Odessa) |

|                                    |           |                                                                              |
| Maicon 35’ (rig.), 90+2’ Ramon 84’ | Marcatori | 24’ Alex Teixeira 37’ (rig.) Fernandinho 60’ (rig.) Luiz Adriano 90’ Douglas |

| Arbitro: | Anatolij Abdula (Charkiv) |

|              |           |                              |
| Morozjuk 69’ | Marcatori | 23’ Alex Teixeira 104’ Kučer |

## Champions League

### Fase a gironi
| Arbitro: | Brych |

|                     |           |                  |
| Hulk 28’ Kléber 51’ | Marcatori | 12’ Luiz Adriano |

| Arbitro: | Schörgenhofer |

|            |           |                |
| Jádson 64’ | Marcatori | 61’ Tričkovski |

| Arbitro: | De Bleeckere |

|                                |           |                          |
| Willian 15’ Luiz Adriano 45+1’ | Marcatori | 33’ Širokov 60’ Fajzulin |

| Arbitro: | Lannoy |

|                 |           |  |
| Lombaerts 45+1’ | Marcatori |  |

| Arbitro: | Thomson |

|  |           |                         |
|  | Marcatori | 80’ Hulk 90’ (aut.) Raț |

| Arbitro: | Hațegan |

|  |           |                                |
|  | Marcatori | 62’ Luiz Adriano 78’ Selezn'ov |

## Supercoppa
| Arbitro: | Vaks (Sinferopoli) |

|                 |           |                                            |
| Fernandinho 14’ | Marcatori | 5’ (rig.) Husjev 32’ Diakhaté 83’ Mileŭski |